# IEEE 802.11r-2008
IEEE 802.11r-2008 또는 fast BSS transition (FT)은 기지국에서 다른 곳으로 끊김 없이, 빠르고 안전한 핸드오프(채널 전환)를 지원하고, 이동 중에도 무선 장치에서 연속적인 연결을 가능하게 하는, IEEE 802.11 표준의 수정판이다. 2008년 7월 15일에 출판되었다. IEEE 802.11r-2008은 802.11-2012로 롤업되었다. 핸드오프 및 로밍이라는 용어가 자주 사용되지만 802.11 전환은 프로세스가 기지국에 의해 조정되고 일반적으로 중단되지 않는 셀룰러 의미에서 진정한 핸드오프/로밍 프로세스가 아니다.

## 같이 보기
- IEEE 802.11s
- IEEE 802.11u
- 인터-액세스 포인트 프로토콜